# Dario Hunter
Dario David Hunter/Yisroel Hunter (Nueva Jersey, 21 de abril de 1983) es un abogado medioambiental y un rabino estadounidense. Educado como musulmán, se convirtió al judaísmo y fue ordenado como rabino.
Participó en las primarias del Partido Verde de los Estados Unidos para las  elecciones presidenciales de 2020, en las que quedó en segundo lugar. Participa como candidato en esas elecciones con el Partido Progresista de Oregón.

## Biografía
Su madre es afroamericana y su padre iraní chií; y se convirtió al judaísmo, al principio al reformista luego al ortodoxo ; fue ordenado rabino por el Jewish Spiritual Leaders Institute de Nueva York el 25 de agosto de 2012. Hizo su aliyá en 2011.
Estudió en las universidades de Princeton, Windsor, Detroit  y Wayne.
Es abiertamente gay y reside en Youngstown. Se ha postulado para presidir el Partido Verde en las Elecciones presidenciales de Estados Unidos de 2020.